# Ticinepomis peyeri
Ticinepomis peyeri (лат.) — вид ископаемых лопастепёрых рыб из семейства латимериевых отряда целакантообразных. Жил во время среднетриасовой эпохи. Вероятно был активным морским хищником.

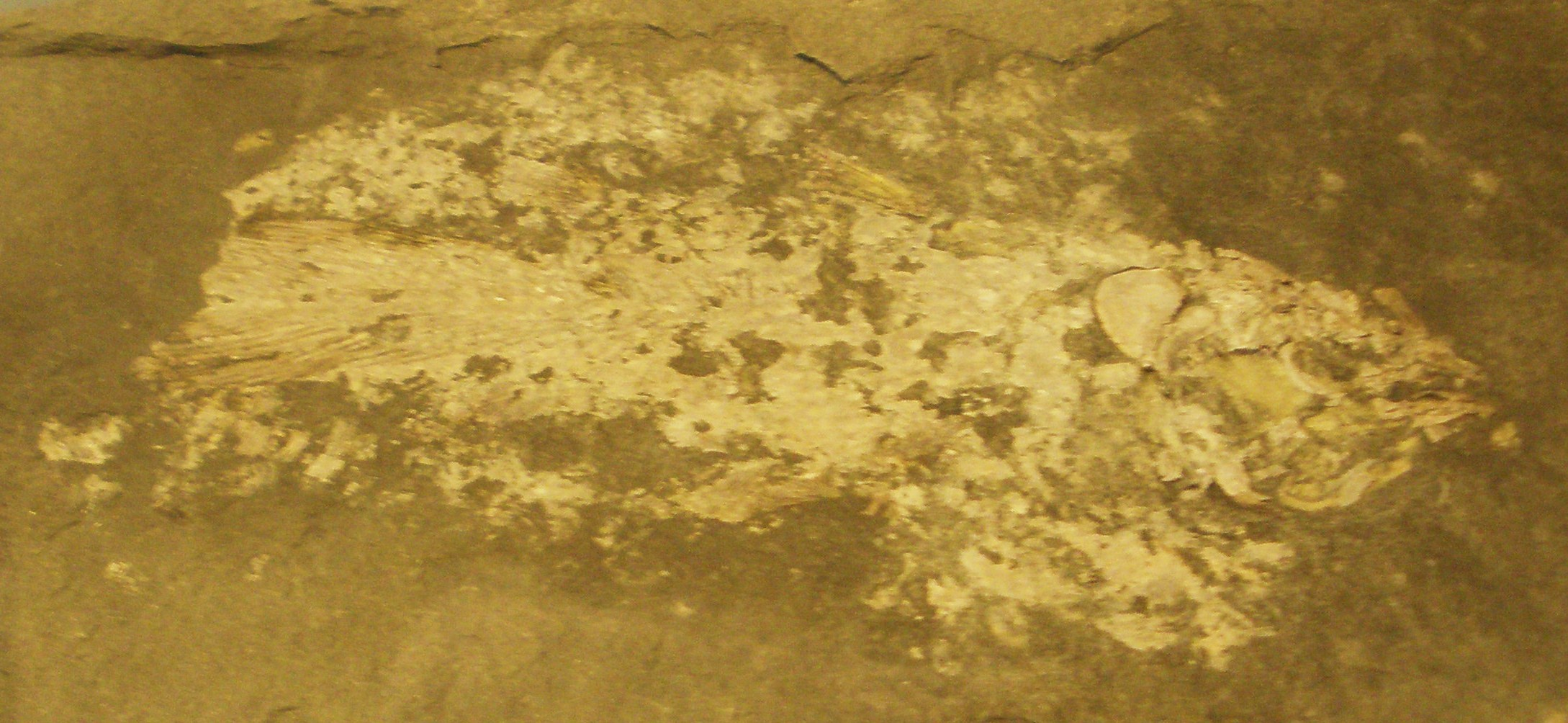
Отпечаток

Голотип PIMUZ T3925 представляет собой отпечаток скелета на камне, найденном в пластах формации Бесано вблизи города Монте-Сан-Джорджио в Швейцарии.